# تپه چشمه مورینه۱
تپه چشمه مورینه۱ مربوط به عصر مس و سنگ - مفرغ است و در شهرستان گیلانغرب، بخش مرکزی، دهستان چله، جنوب روستای چشمه مورینه واقع شده و این اثر در تاریخ ۱۸ اسفند ۱۳۸۷ با شمارهٔ ثبت ۲۴۸۶۴ به‌عنوان یکی از آثار ملی ایران به ثبت رسیده است.